# Johann Funk (Pastor)
Johann Ägidius Ludwig Funk (* 3. Februar 1792 in Königsberg (Preußen); † 26. Mai 1867 in Lübeck) war ein evangelisch-lutherischer Pastor.

## Leben und Werk
Johann Funk war der Sohn eines Schneiders. Sein Schulbesuch in Königsberg wurde von einem Offizier finanziell gefördert. Nach der Elementarschule besuchte er 1801 die Löbenichtsche Anstalt und ab 1803 das Altstädtische Gymnasium. Dort fand er in Christian Jakob Kraus einen weiteren Förderer. Anfang 1809 nahm Funk an der Universität Königsberg sein Theologiestudium auf. Von Ende 1809 bis Ostern 1810 unterbrach er das Studium und wurde Lehrer an einem durch die preußische Bildungsreform neu entstandenen Normalinstitut. 1812 schloss er sein Studium ab und bestand 1814 das kirchliche Examen. 1815 wurde er Brigadeprediger in der Preußischen Armee, 1816 Feldprediger im Armeecorps des Generals Hans Graf von Zieten. Es gelang ihm trotz etlicher Bewerbungen nicht, in Ost- oder Westpreußen eine Pfarrstelle zu erhalten. Im Gefolge von Friedrich Schleiermacher geriet er in Widerspruch zur Kirchenpolitik des Königs Friedrich Wilhelm III., als er seinen streng lutherischen Standpunkt 1818 schriftlich niederlegte und veröffentlichte. Dies führte dazu, dass er im aufkommenden Agendenstreit in Preußen isoliert wurde und keine Stelle erhielt. Eine von ihm in Angriff genommene Liturgiegeschichte Preußens durfte dort nicht erscheinen. 1827 bewarb er sich daraufhin trotz der Protektion Schleiermachers erfolglos um die Stelle eines Pastors am Allgemeinen Krankenhaus in Hamburg. Einflussreiche Hamburger Kreise unterstützten daraufhin seine Bewerbung um eine Pastorenstelle an der Lübecker Marienkirche, die dann 1829 endlich erfolgreich war.
In Lübeck kämpfte er gegen die Aufweichungstendenzen der Aufklärung und für eine Wiederherstellung orthodoxen Luthertums. Seine Forderung nach entsprechender Autonomie der Kirche in Lübeck ließ der Senat allerdings leerlaufen. Die Staatskirche blieb erhalten. 1855 löste er zum Jubiläum des Augsburger Religionsfriedens einen Streit mit den Reformierten aus, in dem er die Gegensätze beider Richtungen herausstellte und diese als unüberbrückbar darstellte. 
Er war verheiratet mit (Ferdinande Juliane Wilhelmine) Henriette, geb. Elsner aus Berlin (* 10. Juli 1805; † 5. Dezember 1890), einer Tochter von Samuel Elsner. Der Jurist und Historiker Martin Funk war sein Sohn.
Pastor Kölling in Thomas Manns Buddenbrooks trägt Züge von Johann Ägidius Ludwig Funk.

## Schriften
- Geist und Form des von ... Martin Luther angeordneten Kultus: aus dessen Schriften dargestellt. Berlin: Nicolai 1818
- Die Merkwürdigkeiten der Marien-Kirche in Lübeck. Lübeck 1823 (Digitalisat, Bayerische Staatsbibliothek)
- Kirchenordnung der evangelisch-lutherischen Kirche Deutschlands in ihrem ersten Jahrhundert. Berlin 1824
- Historische Beleuchtung der Agenden in den märkischen Kirchenordnungen vom Jahr 1540 und 1572 und der preußischen vom Jahr 1558, auf welche die Kirchenagende für die Hof- und Domkirche in Berlin vom Jahr 1821 und 1822 sich als auf ihre Grundlage bezieht. Neue Ausgabe. Neustadt a. d. O.: Wagner 1827
- Die Augsburgische Confession: deutsch nach Melanchthon's Hauptausgabe v. J. 1530 ; mit den Varianten der andern kirchlichen Redactionen. Lübeck: von Rohden 1830
- Die Grundlage der ursprünglichen Einrichtung der lübeckischen Kirche : eine Vorlesung in der Gesellschaft zur Beförderung gemeinnütziger Thätigkeit am 22ten März d. J. Lübeck: Rohden 1831
- Ist der Staat die Kirche? Lübeck: von Rohden 1845
- Gedenkbüchlein für Konfirmanden und Konfirmirte aus Gottes Wort. Lübeck: Asschenfeldt 1849
- Die Immunitäten oder Befreiungen der christlichen Geistlichen, Universitäts- und Schullehrer: nach Ursprung und Bedeutung archäologisch-kirchenrechtlich untersucht. Grimma: Gebhardt, 1852